# Lille mænsk
|  | Denne artikel er oprettet af botten PalnaBot ud fra en ekstern database. Den kan derfor have sproglige fejl eller mangler. Denne skabelon kan fjernes efter kontrol af indholdet. |

Lille mænsk er en kortfilm fra 1999 instrueret af Peter Schønau Fog efter manuskript af Peter Schønau Fog.